# Poco
Poco – amerykańska grupa muzyczna wykonująca country rocka. Powstała latem 1968 roku na zgliszczach formacji Buffalo Springfield, pod nazwą Pogo. W jej składzie znaleźli się: Richie Furay (gitara, śpiew), Randy Meisner (śpiew, gitara basowa), George Grantham (perkusja, śpiew), Rusty Young (śpiew, gitarapedal steel) i Jim Messina (śpiew, gitara). Po sprzeciwach Walta Kellyego, właściciela praw autorskich do bohatera komiksu - ludzika Pogo, muzycy zdecydowali się przyjąć lepiej brzmiącą nazwę Poco. W kategoriach muzycznych słowo to oznacza "trochę" lub "po trosze".

## Dyskografia
- 1969 Pickin' Up The Pieces - Epic records
- 1970 Poco
- 1970 Deliverin
- 1971 From The Inside
- 1972 A Good Feelin' To Know
- 1973 Crazy Eyes
- 1974 Seven
- 1974 Cantamos
- 1975 Head Over Heels - now with ABC records
- 1976 Live
- 1976 Rose Of Cimarron
- 1977 Indian Summer
- 1977 The Last Roundup (wydana w 2004)
- 1978 Legend
- 1980 Under The Gun
- 1981 Blue And Gray
- 1982 Cowboys & Englishmen
- 1982 Ghost Town
- 1984 Inamorata
- 1989 Legacy
- 1996 On the Country Side
- 2001 Take Two
- 2002 The Very Best of Poco
- 2002 Running Horse
- 2004 Keeping the Legend Alive (CD,DVD)
- 2005 Bareback at Big Sky